# Dulcício (homem claríssimo)
Flávio Dulcício (em latim: Dulcitius) foi um oficial romano do século IV, ativo durante o reinado dos imperadores Constante I (r. 337–350) e Constâncio II (r. 337–361). Um homem claríssimo (vir clarissimus), foi nomeado consular da Sicília em 340/350.